# Beauprea comptonii
Beauprea comptonii là một loài thực vật có hoa trong họ Quắn hoa. Loài này được S.Moore miêu tả khoa học đầu tiên năm 1921.